# Leiosolenus erimiticus
Leiosolenus erimiticus is een tweekleppigensoort uit de familie van de Mytilidae. De wetenschappelijke naam van de soort is voor het eerst geldig gepubliceerd in 1971 door Kuroda & Habe in Kuroda & al..